# Scoraig
Scoraig är en by i Highland i Skottland. Byn är belägen 2,5 km 
från Cailleach Head. Orten har 80 invånare (2011).